# اختطاف (فلم 2011)
اختطاف (بالإنجليزية: Abduction) هو فيلم أكشن إثارة أمريكي صدر عام 2011. من إخراج جون سينجلتون، وكتابة شون كريستنسن. وبطولة تايلور لوتنر، ليلي كولينز وألفريد مولينا.

## القصة
لسنوات عديدة، كان ناثان هاربر (تايلور لوتنر) يشعر بعدم الارتياح بأن الحياة مع عائلته ليست كما تبدو تمامًا. تتحقق مخاوفه عندما يجد صورة لنفسه عندما كان شابًا على أحد مواقع الأشخاص المفقودين، دليلًا على أن الأشخاص الذين أطلق عليهم اسم أمي وأبي طوال حياته ليسوا والديه الحقيقيين. بينما يقترب من الكشف عن هويته الحقيقية، أصبح ناثان هدفًا لقتلة، مما أجبره على الفرار مع جارته، كارين (ليلي كولينز) حيث إنها الشخص الوحيد الذي يمكنه الوثوق بها.

## وصلات خارجية
- مقالات تستعمل روابط فنية بلا صلة مع ويكي بيانات